# Parafia św. Wojciecha i św. Stanisława w Rzeszowie
Parafia św. Wojciecha i św. Stanisława w Rzeszowie – parafia rzymskokatolicka znajdująca się w diecezji rzeszowskiej w dekanacie Rzeszów Fara. Erygowana w XIV wieku. Mieści się przy Placu Farnym. Kościół parafialny, murowany, zbudowany w XV wieku.

## Historia
W latach 1354–1363 został zbudowany pierwszy kościół pw. św. Feliksa i Adaukta w Rzeszowie. W 1390 roku istniał już nowy murowany jednonawowy kościół pw. św. Wojciecha i św. Stanisława. Po pożarze w 1621 roku, zbudowano nawę główną w obecnym kształcie, a w 1754 roku dobudowano nawy boczne. W 1754 roku kościół został konsekrowany.
W 1938 roku na terenie parafii było 22 172 wiernych (w tym: Rzeszów – 15 410, Pobitno i Załęże – 2 640, Staroniwa – 1 861, Wilkowyja –590, Zwięczyca –1 671). Obecnie na terenie parafii jest 2 906 wiernych.
Na przestrzeni dziejów proboszczami parafii byli m.in.: ks. Franciszek Iliński, ks. Jan Gruszka (1860–1891), ks. Walenty Mazanek (1891–1892 administrator), ks. Stanisław Gryziecki (1892–1911), ks. inf. Michał Tokarski (1911–1949), ks. Jan Stączek (1949–1954), ks. Walenty Bal (1954–1957 administrator), ks. Jan Stączek (1957–1985).

## Terytorium parafii
Terytorium parafii obejmuje ulice:
- 3 maja (nr 1-12a, 1, 2, 3, 4, 6, 7)
- 8 marca (nr 1, 7, 9, 11, 15, 17)
- Asnyka (nr 2, 2a, 4, 6, 8)
- Baldachówka (nr 3, 5, 5a, 6-12, 14)
- Batorego (nr 13, 15-28)
- Bernardyńska (nr 3, 5)
- Bożnicza (nr 6)
- Fredry (nr 3, 5, 6, 7, 10, 20, 22)
- Gałęzowskiego (nr 1-5, 7, 3, 4, 5, 7)
- Grodzisko (nr 6, 8)
- Grottgera (18, 20, 22, 26, 28)
- Grunwaldzka (nr 1, 2, 5, 6, 7)
- Joselewicza (nr 6)
- Kolejowa (nr 6, 8-11, 13)
- Konarskiego (nr 3)
- Kopczyńskiego (nr 1, 2, 4, 6)
- Kopernika (nr 3, 5, 9-11, 13, 13a, 14, 16, 18)
- Kościuszki (nr 3-7, 9, 11, 13, 15)
- Kreczmera (nr 4, 6)
- Króla Kazimierza (nr 6-12, 18, 20, 29, 31)
- Leszczyńskiego (nr 3, 3a)
- Łączna (nr 3)
- Matejki (nr 2, 4, 9, 10, 16, 18)
- Mickiewicza (nr 8, 17, 19, 27, 29, 31)
- Naruszewicza (nr 1, 7, 9, 13, 15)
- Obszar Kolei (nr 8, 10)
- Okrzei (nr 2, 4, 6, 8, 10, 12)
- Orzeszkowej (nr 1, 2, 7, 9, 11, 14, 15, 16a)
- Piłsudskiego (nr 1, 3, 5, 6, 8, 9, 13, 15, 21, 22, 27, 33)
- Plac Kilińskiego
- Plac Ofiar Getta (nr 6)
- Plac Wolności (nr 1, 4, 6, 7, 11, 14, 16)
- Przesmyk (nr 2)
- Rynek;
- Siemiradzkiego (nr 3, 5, 6, 10, 19, 21)
- Słowackiego (nr 6, 8, 10)
- Sobieskiego (nr 4, 6, 8, 9)
- Sokoła (nr 2, 4)
- Spytka Ligęzy (nr 6, 10)
- Styki (nr 1-18)
- Szpitalna (nr 3, 5, 9, 12)
- Śniadeckich (nr 4-13, 19, 21, 23)
- Świętego Mikołaja (nr 1-7)
- Targowa (nr 2, 7, 8, 11)
- Wierzynka
- Zamknięta (nr 3)
- Żeromskiego (nr 2, 3, 5)